# Tysklands Grand Prix 1959
Tysklands Grand Prix 1959 var det sjätte av nio lopp ingående i formel 1-VM 1959 och det enda F1-loppet som kördes på AVUS i Berlin.

## Rapport
Loppet kördes av säkerhetsskäl i två heat. I det första heatet startade Tony Brooks, Stirling Moss, Dan Gurney och Jack Brabham från den första raden. I rad två stod Masten Gregory, Phil Hill och Joakim Bonnier. Brooks tog ledningen medan Moss fick bryta loppet redan under första varvet. Gregory övertog ledningen ett tag, men Brooks kom tillbaka och kämpade mot Gurney och Gregory. Den senare var dock tvungen att bryta på grund av motorproblem i slutet av loppet, vilket gjorde att Hill kom trea och Bruce McLaren fyra.
Startordningen i det andra heatet bestämdes av placeringarna i det första. Den fjärdeplacerade McLaren tog ledningen men han blev snabbt omkörd av Hill, Bonnier, Brooks and Gurney. Kort därefter tog Brooks över ledningen medan Bonnier föll ner till fjärde plats, vilket gav Ferrari de tre första platserna i heatet. Även i det sammanlagda resultatet tog Ferrari samtliga pallplatser, men då i en annan ordning.
Jean Behra, som skulle kört en Behra-Porsche formel 2-bil, kraschade med en Porsche i ett sportvagnslopp dagen innan. Han flög ur sin bil och träffade en flaggstång och dog omedelbart.
Hans Herrmann i BRM fick bromsproblem och körde av banan i hög fart och in i ett par höbalar och gjorde ett antal volter. Herrman kastades ur sin bil, men han klarade sig utan några allvarliga skador.

## Resultat
1. Tony Brooks, Ferrari, 8 poäng
2. Dan Gurney, Ferrari, 6
3. Phil Hill, Ferrari, 4
4. Maurice Trintignant, R R C Walker (Cooper-Climax), 3
5. Joakim Bonnier, BRM, 2
6. Ian Burgess, Scuderia Centro Sud (Cooper-Maserati)
7. Harry Schell, BRM (varv 49, koppling, knuffades i mål)

### Förare som bröt loppet
- Bruce McLaren, Cooper-Climax (varv 36, transmission)
- Hans Herrmann, BRP (BRM) (36, olycka)
- Masten Gregory, Cooper-Climax (23, motor)
- Jack Brabham, Cooper-Climax (15, transmission)
- Graham Hill, Lotus-Climax (10, växellåda)
- Innes Ireland, Lotus-Climax (7, differential)
- Cliff Allison, Ferrari (2, koppling)
- Stirling Moss, R R C Walker (Cooper-Climax) (1, transmission)

### Förare som ej startade
- Jean Behra, Jean Behra (Behra-Porsche-Porsche) (fatal olycka dagen innan) †
- Wolfgang von Trips, Porsche (drog sig tillbaka)